# Aydilge Sarp

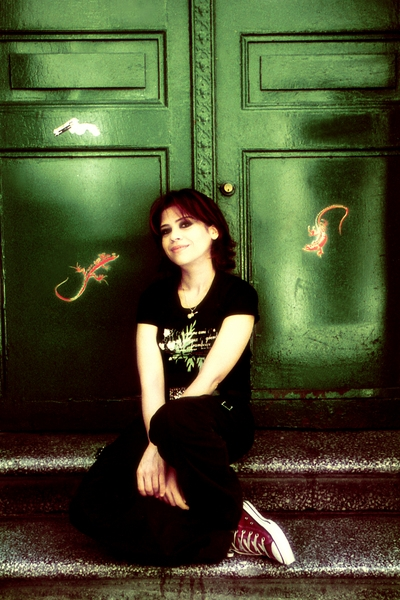
Aydilge Sarp

Aydilge Sarp (Kütahya, 1979. június 25. –) török énekesnő, írónő, költőnő, zeneszerző.

## Élete
1979-ben született Kütahya városában. Édesanyja, Faika Özer írónő, akinek több mint 10 regénye illetve verseskötete jelent meg. Édesapja Adil Sarp. Aydilge nyolcéves volt, amikor bekerült a TRT Rádió gyermekkórusába (TRT Radyosu Çocuk Korusu). 14 évesen kapta élete első elektromos gitárját. A Türk Eğitim Derneği Ankara Koleji középiskolában tanult, közben pedig bárokban lépett fel saját dalaival. Az ankarai Başkent Egyetemen végzett Amerikai Kultúra és Irodalom szakon, kitűnővel. Jelenleg az Isztambuli Egyetem Rádió, Televízió és Mozgófilm szakán tanul.

## Könyvei
Aydilge első novelláskötete 1998-ban jelent meg Kalemimin Ucundaki Düşler (Gondolatok a tollam hegyéről) címmel. Első regénye, a Bulimia Sokağı (Bulímia utca) 2002-ben jelent meg, melyet 2004-ben az Altın Aşk Vuruşu (A szerelem aranydöfése) követett.
- Kalemimin Ucundaki Düşler. Toplumsal Dönüşüm Yayınları, 1998. (novelláskötet)
- Bulimia Sokağı. Remzi Kitabevi, 2002 (regény)[4]
- Altın Aşk Vuruşu. Everest Yayınları, 2004 (regény)[5]

## Diszkográfia
Küçük Şarkı Evreni (Kis daluniverzum), 2006, EMI
1. Bu Gece Ben Ay (Ma éjjel én vagyok a hold) 3:35
2. Tuğyan 3:51
3. Yalnız Değilsin (Nem vagy egyedül) 3:39
4. Yanıyor (Ég) 3:31
5. Postmodern Aşk (Posztmodern szerelem) 2:41
6. Çal (Játszd) 4:16
7. Şiir (Vers) 3:58
8. Gece (Éj) 3:16
9. Ninni (Altató) 3:37
10. Ay Aynamdır (A Hold a tükröm) 3:37

- Producer: Hakan Kurşun
- Elrendezés: Atakan Ilgazdağ
- Felvétel: 
  - Raks Marşandiz, Evrim İşbilir
  - Atakan Ilgazdağ home studio
- Mastering: Muammer Tokmak
- Mix:
  - Bu Gece Ben Ay, Tuğyan: Okan Doğu (Marşandiz)
  - Yalnız Değilsin, Yanıyor, Postmodern Aşk, Çal, Ay Aynamdır: Özgür Yurtoğlu (İskender Paydaş Studio)
  - Şiir, Gece, Ninni: Evrim İşbilir (Marşandiz)
- elektromos gitár, akusztikus gitár: Mert Özdemir
- basszusgitár: Eylem Pelit
- dobok: Derin Bayhan
- Vonósok: Gündem Yaylı Grubu
- Fénykép: Volga Yıldız
- Grafika: Ümit Uy, Livedreams PA
- Haj, smink: Gökşen Gençtürk, Oktay Coiffeur